# Bahnhof Cremona Porta Milano
Der Bahnhof Cremona Porta Milano war ein Bahnhof in der norditalienischen Stadt Cremona. Er wurde von der privaten Società Nazionale Ferrovie e Tramvie (SNFT) betrieben.
Der Bahnhof befand sich in der westlichen Vorstadt und war Ausgangspunkt der Bahnstrecke Cremona–Iseo. Die Strecke wurde 1956 stillgelegt und somit der Bahnhof, der erst zum Busbahnhof wurde und später verlassen.
Das Empfangsgebäude ist erhalten, allerdings in sehr schlechtem Zustand. Der Lokschuppen wird heute als Busdepot genutzt.